# Christine Day
Christine Day (23 de agosto de 1986) é uma velocista jamaicana, medalhista olímpica.

## Carreira
Day competiu nos Jogos Olímpicos Rio 2016, conquistando a medalha de prata no revezamento 4x400 m.